# Brie (Aisne)
Brie – miejscowość i gmina we Francji, w regionie Hauts-de-France, w departamencie Aisne.
Według danych na styczeń 2014 roku gminę zamieszkiwało 61 osób, a gęstość zaludnienia wynosiła 21,8 osób/km².